# Régiment de la Martinique
Le régiment de la Martinique est un régiment d'infanterie des colonies du royaume de France, créé en 1772, devenu sous la Révolution le 109e régiment d'infanterie de ligne.

## Création et différentes dénominations
- 18 août 1772 : création du régiment de la Martinique
- 29 juin 1792 : renommé 109e régiment d’infanterie de ligne

## Mestres de camp et colonels
- 18 août 1772 : N. de Sablonay
- 5 janvier 1780 : comte N.de Séguin
- 25 août 1782 : Jean Joseph de Soubadère de Gimat (en)
- 21 juin 1789 : comte Jacques Joseph Gaspard de Chabrol[1]
- 16 novembre 1792 : Louis Michon[note 1],[2]
- 5 septembre 1793 : Pierre Feydieu

## Historique des garnisons, combats et batailles du régiment

### Origines
Les troupes coloniales sont créés par ordonnance royale du 18 août 1772.

### Création
Le 18 août 1772, le « régiment de La Martinique » est formé avec les détachements des régiments de Bouillon, de Périgord, de Médoc, de Limousin et Royal-Vaisseaux, qui avaient en 1772 chacun un bataillon aux Antilles. Il trouva de nombreuses occasions de se distinguer pendant la guerre d'Amérique.

### Guerre franco-anglaise et guerre d'indépendance des États-Unis
En 1778, les grenadiers et les chasseurs contribuent, avec les régiments d'Auxerrois et de Viennois, à la prise de la Dominique, sous le commandement du marquis de Bouillé.
Le 16 juin 1779, un détachement du régiment, commandé par le chevalier de Lice, participe à la prise de Saint-Vincent (en). 
Un autre détachement se trouve, au mois de juillet 1779, à la conquête de la Grenade et s'illustre à l'attaque du morne de l'Hôpital. Ce même détachement se trouve au combat naval du 6 juillet contre l'amiral Byron et au siège de Savannah au mois de septembre dans le cadre de la guerre d'indépendance des États-Unis. 
Le 12 avril 1780, le régiment fournit un piquet qui s'embarque au Fort-Royal sur la flotte du comte de Guichen. Il assiste aux combats livrés à Rodney le 17 avril et les 15 et 19 mai, et y perd son colonel, le comte de Séguin, tué raide par un boulet .

### Révolution française
Le contre-coup de la Révolution se fait vivement sentir à la Martinique. Dans le commencement, le régiment demeura étranger au mouvement.

Fin 1789, les garnisons du Fort-Royal et du Fort-Bourbon, composées principalement de soldats du « régiment de la Martinique », se déclarent en insurrection, chassent ses officiers, et, sous l'influence du parti de Saint-Pierre, s'emparent des forts. Dans cet état de choses, l'assemblée coloniale, le conseil supérieur, le gouverneur et toutes les autorités civiles et militaires abandonnent la ville du Fort-Royal et vont s'établir au Gros-Morne de la Martinique, au milieu d'un camp et d'une armée de volontaires, en majorité composée de mulâtres et de nègres libres.
Les soldats donnent une fête, le 7 février 1790, et arborent le drapeau tricolore au Fort-Royal. Les grenadiers des troupes de ligne imitent cet exemple et obtiennent la permission de se rendre à  Saint-Pierre pour fraterniser avec les troupes d'artillerie. Une dispute survenue au spectacle entre le parterre et un officier du régiment de la Martinique, par rapport à la cocarde tricolore, occasionne une grande confusion. Neuf officiers veulent se battre en duel contre le même nombre de bourgeois. Les soldats prennent les armes et sortent de la ville pour mieux se défendre : les habitants s'emparent des batteries et des poudrières...
Pendant  ces  troubles  qui ensanglantent l'île au commencement de la Révolution, Jean-Joseph de Gimat, le colonel du régiment et gouverneur de Sainte-Lucie, est tué à sa tête.
Le régiment de la Martinique a un bataillon détaché à Cayenne.
Le 1er septembre 1790, deux compagnies en garnison dans le Fort Bourbon s'insurgent et se renferment dans le fort. Le gouverneur de la Martinique, Claude Charles de Damas de Marillac, court les assiéger avec le reste du régiment, et il se voit alors abandonné par toutes les autres compagnies qui passent dans le fort à l'exception des grenadiers, lesquels déclarent eux-mêmes vouloir rester neutres, et qui se retirent au fort de la Trinité avec 23 officiers obligés de s'éloigner de leurs soldats rebelles. 

En 1791, le « régiment de la Martinique » était toujours retranché au fort Bourbon. 
Afin de débloquer la situation le régiment de la Guadeloupe, appelé pour combattre cette insurrection, se révolte également et alla rejoindre les insurgés.
 Les 2e bataillons des 31e, 34e et 58e régiment d'infanterie furent embarqués à Brest ainsi que le 2e bataillon du 25e embarqué à Nantes et débarquèrent en Martinique pour être employé contre les rebelles. 
Les 2e bataillons des 25e et 34e refusèrent d'agir contre les rebelles. Ils furent renvoyés en France et débarquèrent en juin à Rochefort et à Brest. Le 2e bataillon du 58e refusa quant à lui de débarquer et revint en juin à Brest.
Cependant les insurgés s'étant soumis, les régiments de la Martinique et de la Guadeloupe furent embarqués pour la France.
En juillet, Martinique débarqua à Belle-Isle et Guadeloupe à Hennebont et furent réorganisés à seulement 2 bataillons. 

Par la suite, les trois comités militaires, de marine et des colonies s'occupent des troupes coloniales nouvellement arrivées en France, et de la nécessité de prendre à leur égard une détermination provisoire. En effet, trois des régiments coloniaux arrivent en France : Martinique, Guadeloupe et Port-au-Prince. Tous les trois ont été renvoyés, accusés de délits graves, et d'une insubordination qui rendait leur service et leur présence dangereuse. Le régiment de la Martinique, après avoir méconnu l'autorité du gouverneur, de ses officiers, emprisonné son colonel, s'était emparé du Fort-Bourbon et y était devenu le principal instrument de la guerre civile qui a désolé cette malheureuse colonie, comme l'écrivent les journaux de l'époque ou les témoins.
Le décret du 5 mai 1792 réunit les débris des régiments de La Martinique et de La Guadeloupe pour en composer le 109e régiment d'infanterie. 

## Sources et Bibliographie
: document utilisé comme source pour la rédaction de cet article.
- Louis Susane : Histoire de l'ancienne infanterie française, Tome 7
- Historiques des corps de troupe de l'armée française (1569-1900)
- Émile Mignot de Lyden : Nos 144 Régiments de ligne
- Boris Lesueur : Les troupes coloniales aux Antilles sous l'Ancien Régime